# Liu Wenhui

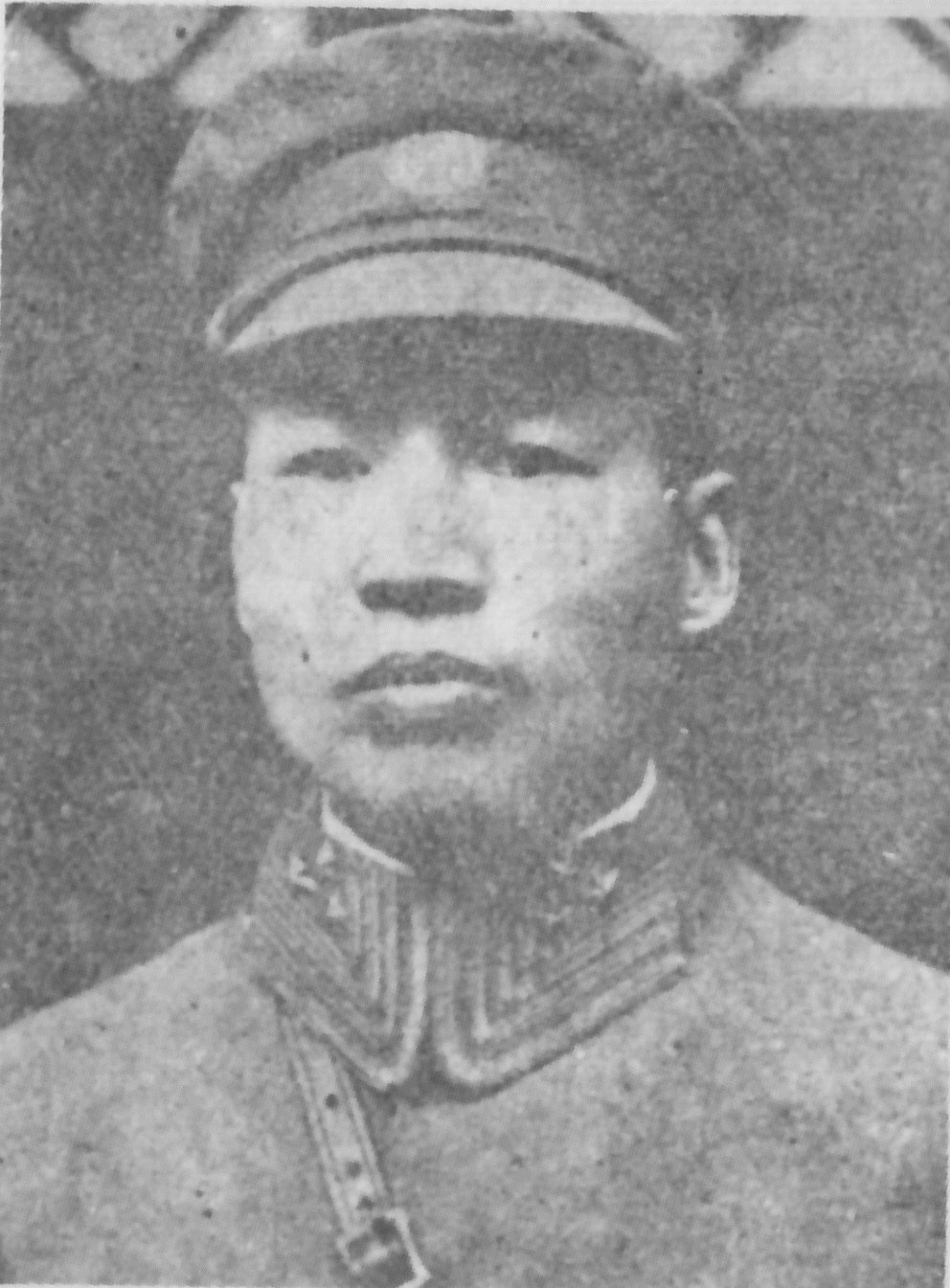

Liu Wenhui, född 1895 i Dayi härad, död 24 juni 1976 i Peking, var en av de mest framträdande krigsherrarna i Sichuan under Republiken Kina.
Liu fick sin militära utbildning vid militärhögskolan i Baoding, där han tog examen 1916. Därefter återvände han till hemprovinsen Sichuan, där han snabbt blev en viktig krigsherre och aktör på den lokala politiska arenan.
Under sin tidiga karriär var Liu allierad med Kuomintang, som utnämnde honom till guvernör över Sichuan-provinsen 1928-35 och guvernör över Sikang 1939-1949.
Efter kommunisternas maktövertagande 1949 bytte han sida och utnämndes till olika poster i den nya staten. Han var bland annat skogsminister och var ledamot av Kinesiska folkets politiskt rådgivande konferens.